# ريناتو ريس أندرادي
ريناتو ريس أندرادي (1 يوليو 1994 في البرتغال - ) هو لاعب كرة قدم برتغالي في مركز الوسط. لعب مع نادي فييرينسي.

## وصلات خارجية
- ريناتو ريس أندرادي على موقع قاعدة بيانات كرة القدم.إي يو (الإنجليزية)
- ريناتو ريس أندرادي على موقع Soccerway.com (الإنجليزية)